# Hans-Jörg Bliesener
Hans-Jörg Bliesener (Brandenburg an der Havel, Brandemburgo, 6 de abril de 1966) é um ex-canoísta alemão especialista em provas de velocidade.

## Carreira
Foi vencedor da medalha de bronze em K-4 1000 m em Seul 1988, junto com os seus colegas de equipa Kay Bluhm, André Wohllebe e Andreas Stähle.